# Aydan Hammond
Aydan Johnathan Hammond (Nueva Gales del Sur, 23 de diciembre de 2003) es un futbolista australiano-peruano. Juega como extremo derecho y su equipo actual es el Western Sydney de la A-League. 

## Biografía
Hammond nació el 23 de diciembre de 2003 en Westmead, suburbio de Sídney en el estado de Nueva Gales del Sur. Es de madre peruana y padre australiano. Desde temprana edad adoptó diversas costumbres sudamericanas debido a la convivencia con su madre y abuelos. Tras un periodo prolongado en Portugal, y luego de convertirse en futbolista profesional, consideró la posibilidad de representar:
“Nací en Australia, mi padre es australiano y estoy muy agradecido por la vida que he tenido aquí. Pero siempre me he sentido más conectado con Perú por vivir en un hogar peruano y estar rodeado de su hermosa cultura y de mi familia.”
Comenzó a jugar al fútbol en la academia juvenil del equipo portugués Belenenses y más tarde también jugó para la academia de la Central Coast Mariners.

## Trayectoria

### Inicios en Australia (2023-2025)
Firmó un contrato con el club australiano en febrero de 2023, donde jugó para el segundo equipo. Su debut se produjo el 18 de marzo, a los 19 años de edad, por un partido de la Liga Nacional de Nueva Gales del Sur, oportunidad en que su equipo Central Coast Mariners B enfrentaba a Mt Druitt Town Rangers FC. Hammond era suplente y en el minuto 56 el entrenador del equipo, Abbas Saad, lo ingresó con la camiseta número 10, como reemplazante de Gianni Di Pizio. En los siguientes partidos, Hammond era pieza de reecambio hasta la decimotercera jornada cuando entró en la alineación titular ante el Sydney United. El 28 de mayo anotó un doblete en la victoria por 4 a 2 frente al Bulls FC Academy. Luego de esa victoria, anotó durante cuatro jornadas consecutivas con el equipo, sumando una derrota y tres victorias claves. El 13 de agosto disputó la Copa de Australia ante el Sydney FC, perdiendo en la tanda de penaltis. En la última fecha de la liga convirtió un segundo doblete en la derrota 5 a 4 frente al Marconi Stallions FC.
Su temporada con el equipo B del Central Coast Mariners atrajo la atención de los ojeadores del Western Sydney Wanderers FC, quienes compraron su ficha y lo incluyeron en la plantilla de la reserva del club. Luego de marcar seis goles y brindar cuatro asistencias en la sub-21, fue promovido al primer equipo. Su debut en la A-League se dio el 4 de febrero de 2024 en la derrota 4 a 3 frente al Macarthur FC. Marcó su primer gol oficial en la victoria 4 a 3 frente al Melbourne Victory, en la última jornada de Liga el 27 de abril. Disputó la Copa de Australia, sin embargo fueron eliminados en cuartos de final por el Adelaide United.
Para la temporada 2024-25, Hammond anotó el primer gol del equipo en la derrota 2 a 1 frente al Sydney FC por la jornada inaugural del campeonato australiano.Posteriormente, anotó en el empate ante Melbourne Victory el 4 de enero de 2025 y logró un doblete en la victoria 4 a 1 sobre Perth Glory el 2 de marzo de 2025.

## Estilo de juego

### Perfil de jugador
Conocido por su estilo de juego dinámico y eficiente en el ataque. Se caracteriza por ser un extremo derecho rápido y desequilibrante, capaz de aportar desde el banquillo o como titular, mostrando un gran impacto en el transcurso de los partidos. Durante su paso por el Central Coast Mariners Academy, demostró su capacidad goleadora, destacándose por su habilidad para aparecer en momentos clave, como lo hizo al marcar un doblete en dos ocasiones y mantener una racha goleadora en cuatro jornadas consecutivas.
Hammond es un jugador con instinto ofensivo, que aprovecha su agilidad y velocidad para desbordar por las bandas y generar situaciones de peligro. Su capacidad para definir frente al arco quedó demostrada en su debut con el Western Sydney Wanderers, donde rápidamente se adaptó al primer equipo y contribuyó con goles decisivos. Su estilo de juego también incluye su habilidad para asistir a sus compañeros, como lo hizo en la sub-21, donde sumó cuatro asistencias.

## Estadísticas

### Clubes
Actualizado de acuerdo al último partido jugado el 15 de marzo de 2025.
| Club                                 | Div.          | Temporada     | Liga  | Liga  | Liga   | Copa  | Copa  | Copa   | Internacional | Internacional | Internacional | Total | Total | Total  | Prom. |
| Club                                 | Div.          | Temporada     | Part. | Goles | Asist. | Part. | Goles | Asist. | Part.         | Goles         | Asist.        | Part. | Goles | Asist. | Prom. |
| ------------------------------------ | ------------- | ------------- | ----- | ----- | ------ | ----- | ----- | ------ | ------------- | ------------- | ------------- | ----- | ----- | ------ | ----- |
| 'Central Coast Mariners B' Australia | 2.ª B         | 2022-23       | 20    | 8     | 2      | 1     | 0     | 0      | —             | —             | —             | 21    | 8     | 2      | 0.38  |
| 'Central Coast Mariners B' Australia | Total club    | Total club    | 20    | 8     | 2      | 1     | 0     | 0      | 0             | 0             | 0             | 21    | 8     | 2      | 0.38  |
| 'Western Sydney' Australia           | 2.ª B         | 2023-24       | 13    | 6     | 4      | 0     | 0     | 0      | —             | —             | —             | 13    | 6     | 4      | 0.46  |
| 'Western Sydney' Australia           | 1.ª           | 2023-24       | 3     | 1     | 0      | 2     | 0     | 0      | —             | —             | —             | 5     | 1     | 0      | 0.2   |
| 'Western Sydney' Australia           | 1.ª           | 2024-25       | 18    | 4     | 0      | 0     | 0     | 0      | —             | —             | —             | 18    | 4     | 0      | 0.22  |
| 'Western Sydney' Australia           | Total club    | Total club    | 34    | 11    | 4      | 2     | 0     | 0      | 0             | 0             | 0             | 36    | 11    | 4      | 0.3   |
| Total carrera                        | Total carrera | Total carrera | 54    | 19    | 6      | 3     | 0     | 0      | 0             | 0             | 0             | 57    | 19    | 6      | 0.33  |